# Mistrzostwa Świata w Narciarstwie Dowolnym 2011 – skicross mężczyzn
Panowie o medale mistrzostw świata rywalizowali 4 lutego w Deer Valley na trasie  Solif Muldoon. Mistrzostwa świata z 2009 roku nie obronił Austriak Andreas Matt, który na tych mistrzostwach uplasował się na trzecim miejscu. Nowym mistrzem świata został Kanadyjczyk Christopher Del Bosco. 4 lutego był niezmiernie udany dla ekipy kanady bowiem kilka minut wcześniej złoto zdobyła Kelsey Serwa a srebrny medal powędrował do Juli Murray.

## Wyniki

### Kwalifikacje
| 1                                                                | 6  | Christopher Del Bosco | Kanada          | 1.02.51s | Q   |     |     |     |
| 2                                                                | 7  | Andreas Matt          | Austria         | 1.03.09s | Q   |     |     |     |
| 3                                                                | 3  | Jouni Pellinen        | Finlandia       | 1.03.12s | Q   |     |     |     |
| 4                                                                | 16 | Nick Zoricic          | Kanada          | 1.03.36s | Q   |     |     |     |
| 5                                                                | 4  | Tomáš Kraus           | Czechy          | 1.03.37s | Q   |     |     |     |
| 6                                                                | 1  | Scott Kneller         | Australia       | 1.03.52s | Q   |     |     |     |
| 7                                                                | 8  | Daniel Böhnacker      | Niemcy          | 1.03.53s | Q   |     |     |     |
| 8                                                                | 11 | David Duncan          | Kanada          | 1.03.54s | Q   |     |     |     |
| 9                                                                | 10 | John Taller           | USA             | 1.03.60s | Q   |     |     |     |
| 10.                                                              | 9  | Armin Niederer        | Szwajcaria      | 1.03.68s | Q   |     |     |     |
| 11.                                                              | 12 | Davey Barr            | Kanada          | 1.03.72s | Q   |     |     |     |
| 12.                                                              | 14 | Patrick Gasser        | Szwajcaria      | 1.03.73s | Q   |     |     |     |
| 13.                                                              | 19 | Paul Eckeret          | Niemcy          | 1.03.83s | Q   |     |     |     |
| 14.                                                              | 22 | Filip Flisar          | Słowenia        | 1.03.89s | Q   |     |     |     |
| 15.                                                              | 13 | Simon Stickl          | Niemcy          | 1.03.93s | Q   |     |     |     |
| 16.                                                              | 18 | Arnaud Bovolenta      | Francja         | 1.03.99s | Q   |     |     |     |
| 17.                                                              | 5  | Thomas Zangerl        | Austria         | 1.04.02s | Q   |     |     |     |
| 18.                                                              | 2  | Conradign Netzer      | Szwajcaria      | 1.04.17s | Q   |     |     |     |
| 19.                                                              | 20 | Sylvain Miaillier     | Francja         | 1.04.18s | Q   |     |     |     |
| 20.                                                              | 21 | Jonas Devouassoux     | Francja         | 1.04.20s | Q   |     |     |     |
| 21.                                                              | 24 | Thomas Fischer        | Niemcy          | 1.04.21s | Q   |     |     |     |
| 22.                                                              | 33 | Zdeněk Šafář          | Czechy          | 1.04.22s | Q   |     |     |     |
| 23.                                                              | 15 | Alex Fiva             | Szwajcaria      | 1.04.50s | Q   |     |     |     |
| 24.                                                              | 28 | Michael Forslund      | Szwecja         | 1.04.51s | Q   |     |     |     |
| 25.                                                              | 35 | Kenji Kono            | Japonia         | 1.04.90s | Q   |     |     |     |
| 26.                                                              | 17 | Jegor Korotkow        | Rosja           | 1.04.93s | Q   |     |     |     |
| 27.                                                              | 29 | Christoph Wahrstötter | Austria         | 1.04.99s | Q   |     |     |     |
| 28.                                                              | 30 | Errol Kerr            | Jamajka         | 1.05.01s | Q   |     |     |     |
| 29.                                                              | 25 | Didrik Bastian Juell  | Norwegia        | 1.05.11s | Q   |     |     |     |
| 30.                                                              | 26 | Anton Grimus          | Australia       | 1.05.13s | Q   |     |     |     |
| 31.                                                              | 40 | Artiom Daniłow        | Rosja           | 1.05.14s | Q   |     |     |     |
| 32.                                                              | 31 | Klaus Waldner         | Austria         | 1.05.22s | Q   |     |     |     |
| 33.                                                              | 27 | Peter Edwin Whelan    | Wielka Brytania | 1.05.33s |     |     |     |     |
| 34.                                                              | 23 | Thomas Borge Lie      | Norwegia        | 1.05.73s |     |     |     |     |
| 35.                                                              | 32 | Aleksandr Bondar      | Rosja           | 1.05.79s |     |     |     |     |
| 36.                                                              | 39 | Iwan Anikin           | Rosja           | 1.05.99s |     |     |     |     |
| 37.                                                              | 34 | Patrick Duran         | USA             | 1.06.03s |     |     |     |     |
| 38.                                                              | 36 | Trevor Ricioli        | Japonia         | 1.06.19s |     |     |     |     |
| 39.                                                              | 42 | Godai Fukui           | Japonia         | 1.06.44s |     |     |     |     |
| 40.                                                              | 38 | Ethan Fortney         | USA             | 1.07.71s |     |     |     |     |
| 41.                                                              | 44 | Douglas Whitfield     | Nowa Zelandia   | 1.08.50s |     |     |     |     |
| 42.                                                              | 46 | Christian Ravelo      | Kolumbia        | 1:09.71s |     |     |     |     |
| 43.                                                              | 45 | William Lunn          | Irlandia        | 1:12.46s |     |     |     |     |
| 44.                                                              | 41 | Bruno Monti           | Brazylia        | 1.16.97s |     |     |     |     |
| 45.                                                              | 37 | Olle Kling            | Szwecja         | 1.33.79s |     |     |     |     |
| 46.                                                              | 43 | Christian Blanco      | Brazylia        | DNS      | DNS | DNS | DNS | DNS |
| DNS - nie wystartował DNF - nie ukończył Q - awans do 1/8 finału |    |                       |                 |          |     |     |     |     |

### Runda Eliminacyjna

#### 1/8 Finału
| Pozycja | Nr | Zawodniczka           | Kraj    | Uwagi |
| ------- | -- | --------------------- | ------- | ----- |
| 1       | 6  | Christopher Del Bosco | Kanada  | Q     |
| 2       | 18 | Arnaud Bovolenta      | Francja | Q     |
| 3       | 5  | Thomas Zangerl        | Austria |       |
| 4       | 31 | Klaus Waldner         | Austria |       |

| Pozycja | Nr | Zawodniczka      | Kraj    | Uwagi |
| ------- | -- | ---------------- | ------- | ----- |
| 1       | 10 | John Taller      | USA     | Q     |
| 2       | 28 | Michael Forslund | Szwecja | Q     |
| 3       | 11 | David Duncan     | Kanada  |       |
| 4       | 35 | Kenji Kono       | Japonia |       |

| Pozycja | Nr | Zawodniczka    | Kraj       | Uwagi |
| ------- | -- | -------------- | ---------- | ----- |
| 1       | 4  | Tomáš Kraus    | Czechy     | Q     |
| 2       | 14 | Patrick Gasser | Szwajcaria | Q     |
| 3       | 24 | Thomas Fischer | Niemcy     |       |
| 4       | 30 | Errol Kerr     | Jamajka    |       |

| Pozycja | Nr | Zawodniczka          | Kraj     | Uwagi |
| ------- | -- | -------------------- | -------- | ----- |
| 1       | 16 | Nick Zoricic         | Kanada   | Q     |
| 2       | 21 | Jonas Devouassoux    | Francja  | Q     |
| 3       | 19 | Paul Eckeret         | Niemcy   |       |
| 4       | 25 | Didrik Bastian Juell | Norwegia |       |

| Pozycja | Nr | Zawodniczka       | Kraj      | Uwagi |
| ------- | -- | ----------------- | --------- | ----- |
| 1       | 3  | Jouni Pellinen    | Finlandia | Q     |
| 2       | 22 | Filip Flisar      | Słowenia  | Q     |
| 3       | 20 | Sylvain Miaillier | Francja   |       |
| 4       | 26 | Anton Grimus      | Australia |       |

| Pozycja | Nr | Zawodniczka           | Kraj      | Uwagi |
| ------- | -- | --------------------- | --------- | ----- |
| 1       | 12 | Davey Barr            | Kanada    | Q     |
| 2       | 33 | Zdeněk Šafář          | Czechy    | Q     |
| 3       | 1  | Scott Kneller         | Australia |       |
| 4       | 29 | Christoph Wahrstötter | Austria   |       |

| Pozycja | Nr | Zawodniczka      | Kraj       | Uwagi |
| ------- | -- | ---------------- | ---------- | ----- |
| 1       | 9  | Armin Niederer   | Szwajcaria | Q     |
| 2       | 17 | Jegor Korotkow   | Rosja      | Q     |
| 3       | 8  | Daniel Böhnacker | Niemcy     |       |
| 4       | 15 | Alex Fiva        | Szwajcaria |       |

| Pozycja | Nr | Zawodniczka      | Kraj       | Uwagi |
| ------- | -- | ---------------- | ---------- | ----- |
| 1       | 7  | Andreas Matt     | Austria    | Q     |
| 2       | 2  | Conradign Netzer | Szwajcaria | Q     |
| 3       | 13 | Simon Stickl     | Niemcy     |       |
| 4       | 40 | Artiom Daniłow   | Rosja      |       |

#### Ćwierćfinał
| Pozycja | Nr | Zawodniczka           | Kraj    | Uwagi |
| ------- | -- | --------------------- | ------- | ----- |
| 1       | 6  | Christopher Del Bosco | Kanada  | Q     |
| 2       | 10 | John Taller           | USA     | Q     |
| 3       | 28 | Michael Forslund      | Szwecja |       |
| 4       | 18 | Arnaud Bovolenta      | Francja |       |

| Pozycja | Nr | Zawodniczka       | Kraj       | Uwagi |
| ------- | -- | ----------------- | ---------- | ----- |
| 1       | 4  | Tomáš Kraus       | Czechy     | Q     |
| 2       | 16 | Nick Zoricic      | Kanada     | Q     |
| 3       | 21 | Jonas Devouassoux | Francja    |       |
| 4       | 14 | Patrick Gasser    | Szwajcaria |       |

| Pozycja | Nr | Zawodniczka    | Kraj      | Uwagi |
| ------- | -- | -------------- | --------- | ----- |
| 1       | 3  | Jouni Pellinen | Finlandia | Q     |
| 2       | 12 | Davey Barr     | Kanada    | Q     |
| 3       | 22 | Filip Flisar   | Słowenia  |       |
| 4       | 33 | Zdeněk Šafář   | Czechy    |       |

| Pozycja | Nr | Zawodniczka      | Kraj       | Uwagi |
| ------- | -- | ---------------- | ---------- | ----- |
| 1       | 7  | Andreas Matt     | Austria    | Q     |
| 2       | 2  | Conradign Netzer | Szwajcaria | Q     |
| 3       | 9  | Armin Niederer   | Szwajcaria |       |
| 4       | 17 | Jegor Korotkow   | Rosja      |       |

#### Półfinał
| Pozycja | Nr | Zawodniczka           | Kraj   | Uwagi |
| ------- | -- | --------------------- | ------ | ----- |
| 1       | 6  | Christopher Del Bosco | Kanada | QF    |
| 2       | 4  | Tomáš Kraus           | Czechy | QF    |
| 3       | 10 | John Taller           | USA    | MF    |
| 4       | 16 | Nick Zoricic          | Kanada | MF    |

| Pozycja | Nr | Zawodniczka      | Kraj       | Uwagi |
| ------- | -- | ---------------- | ---------- | ----- |
| 1       | 7  | Andreas Matt     | Austria    | QF    |
| 2       | 3  | Jouni Pellinen   | Finlandia  | QF    |
| 3       | 12 | Davey Barr       | Kanada     | MF    |
| 4       | 2  | Conradign Netzer | Szwajcaria | MF    |

#### Finały
Mały Finał
| Pozycja | Nr | Zawodniczka      | Kraj       |
| ------- | -- | ---------------- | ---------- |
| 5       | 10 | John Taller      | USA        |
| 6       | 2  | Conradign Netzer | Szwajcaria |
| 7       | 12 | Davey Barr       | Kanada     |
| 8       | 16 | Nick Zoricic     | Kanada     |

Finał
| Pozycja | Nr | Zawodniczka           | Kraj      |
| ------- | -- | --------------------- | --------- |
|         | 6  | Christopher Del Bosco | Kanada    |
|         | 3  | Jouni Pellinen        | Finlandia |
|         | 7  | Andreas Matt          | Austria   |
| 4       | 4  | Tomáš Kraus           | Czechy    |